# Megalodus-barlang
A Megalodus-barlang Tata legjelentősebb barlangja. 1982 óta Magyarország fokozottan védett barlangjai közül az egyik. A Szabadtéri Geológiai Múzeumban található.

## Leírás
A Kálvária-domb ősidőktől fejtett jura, illetve dachsteini eredetű mészkőbányájában három kürtővel nyílik a felszínre. A barlang fokozott védelem alá került. Ennek az egyik fő oka, hogy a víz a dachsteini mészkövet, főként a Megaloduszos-folyosóban a réteglapok mentén is oldotta, és a karsztkorrózió csodálatos ajándékaként a felső triász, raeti mészkőnek a tömegesen előforduló, jó megtartású Megalodusait reliefszerűen kipreparálta a főtén. Százával tanulmányozhatók itt az ökölnyi-gyerekfejnyi kagylókövületek és más ősmaradványok. A legszebb, szinte teljesen körbeoldott Megalodus példány le lett vésve.
A kidomborodó kagylók megléte két dolgot is igazol. Az egyik, hogy a barlang korróziós, oldásos úton képződött a törésirányok, illetve a rétegsíkok mentén, hiszen egy eróziós üregvájás a barlangfal, vagy a barlangi főte síkjába csiszolta volna a kövületeket is. A másik, hogy a Megalodusok héja átkristályosodott, a beágyazó mésziszap-mátrixnál durvább szemcséjű kristályokból áll, amelyek már nehezebben esnek áldozatul a karsztkorróziónak, így a kövületek kiállnak a barlang falából, tetejéből.
Ehhez hasonló jelenség látható a Kígyós-ág főtekavernáiban is: a kőzet mikrotektonikus repedéseit utólag kitöltő kristályos kalcit is vékony taréjok formájában kipreparálódott, néhol egy teljes, kazettás hálózatot alkotva.
A barlang falainak tekintélyes részét beborító, 10–30 centiméter vastag kalcit-paplan is jellegzetes és egyes járatrészeken egészen meghökkentő alakzatokkal gyönyörködteti a barlang látogatóját. A Bárányfelhők folyosója nevű szakaszt mindenütt, például pöfeteggombákra, felhőkre, dunyhára emlékeztető, gömbölyded formájú kalcitkéreg borítja. Ennek szerkezete is rostos jellegű, nagyjából három rétegre tagolható: a felső mállott, laza, rostos darabokra széteső, vasoxidos, a középső matt, fehér, az alsó üde, áttetsző és ez települ a kissé felpuhult alapkőzetre.
A felsőbb szinteken több helyütt tanulmányozhatók a kővirágok, amelyek úgy jöttek létre, hogy a sugaras-rostos kalcitgumók közepe, eddig még nem teljesen tisztázott folyamatuk következtében fellazult és rostosan kipotyogott. Emiatt az ilyen járatszakaszok olyan benyomást tesznek a szemlélőre, mintha kővé vált napraforgóvirágok borítanák a sziklafalakat.
A kalcitkéreg itt-ott kisebb-nagyobb romboéderes kristályokkal bélelt üregeket rejt magában, melyek belső felületén néha irizáló aranyszínű, vékony, vasoxidos réteg csillog, fokozva a kristályüreg szépségét. Gyakori utólagos bevonat a bársonyos, kékes-fekete mangán-tartalmú és a barnás-sárgás vas-tartalmú, néhány tized milliméter vastagságú kiválás is. Ezek az utólagos elszíneződések biogén eredetűek, vas-, illetve mangánbaktériumok anyagcsere-termékei. A barlang egyik felső szintjének jellegzetes, képződménymentes része az úgynevezett Iker-gömbfülke. Itt két, egymástól függetlenül felharapózó, csaknem szabályos, két–három méter átmérőjű gömbfülke oldódott ki, és a kettő egy körülbelül 40 centiméteres ablakkal összelyukadt. Ezek a kavernák egészen szűk forráscsatornával csatlakoznak az alattuk néhány méterre húzódó tavas teremhez.

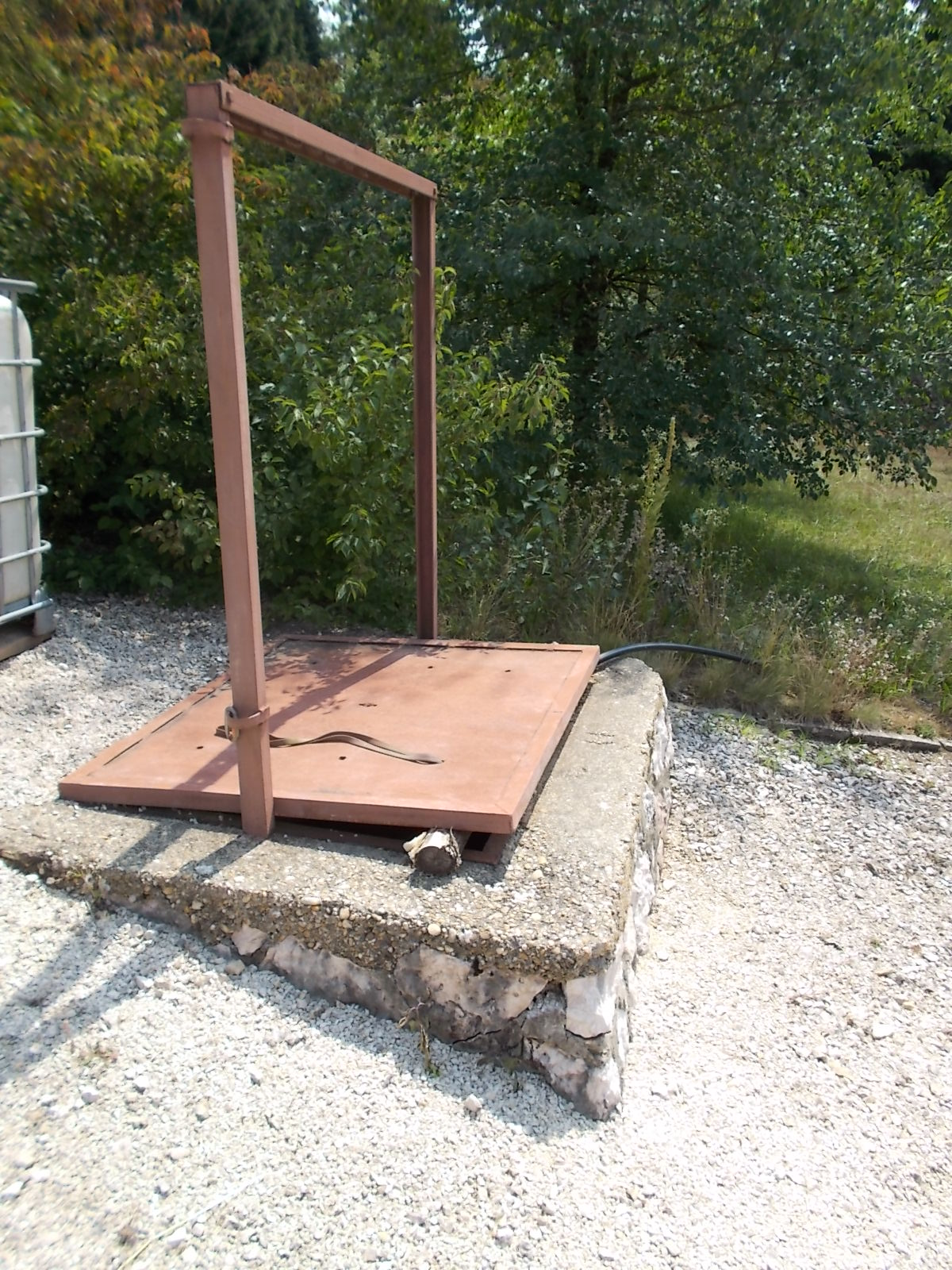
A Megalodus-barlang felfedező bejárata

A barlangból felszínre emelt sok köbméternyi kitöltés átvizsgálása is érdekes tanulságokat hozott. Az üledék homokos-agyagos jellegű volt, de jelentős részét az úgynevezett kristályhomok tette ki. Ez valószínűleg a barlang kristálykérgéből származó, kalcitot tartalmazó, néhány tized milliméteres szemcsefrakciójú anyag. Emellett – nem is ritkán – tekintélyes méretű barit-kristálytáblák, barittörmelékek is kerültek a mintazacskókba. Ez eleinte meglepő volt, hiszen a barlang falán addig nem találtak baritot. Nyilvánvaló tehát, hogy a barlangot üledékkel kitöltő víz hordaléka pusztította le a barlangfalra rakódott kristályrétegeket. Később aztán védett zugokban valóban előkerült a kalcitkérgen fennőtt barittáblák halmaza is.
Érdekes a barlang folyosóit több helyen, derékban kettéválasztó sugár-kalcit réteg is. Ez néhol álfenék jellegű és úgy képződött, hogy egy valamikori laza kitöltés felületére és a föléje eső falszakaszra, illetve a főteszakaszra kristályosodott ki a nagy mésztartalmú vízből. Később aztán valamiféle újból meginduló vízáramlás az alatta levő kitöltést elmosta, elszállította, így maradtak meg a kalcit-hidak. A barlangban cseppkő nem fordul elő.
Meglehetősen bizonytalan a barlang képződésének kora és egyes fejlődési szakaszainak a tagolódása. Nehezíti a dolgot az is, hogy nem könnyű analógiát találni, hiszen a legtöbb, ismert hévizes barlang más típust képvisel. A Megalodus-barlang fejlődésének legvalószínűbb tagolódása Kraus Sándor (1982) elképzelése alapján: a tektonikus preformáció, az üregoldás és az ősmaradványok kipreparálódása, a kalcitkéreg kiválása, a kalcitkéreg részleges visszaoldódása és a sugár-kalcit jelleg kialakulása, a baritkiválás, a pleisztocén és az óholocén, langyos karsztvizek megjelenése, a felszíni anyagbehordódás és a sugár-kalcit részleges és a baritkéreg nagymértékű lemorzsolódása, az üregek kitöltődése, a barna-fekete bevonatok kialakulása.
Az üregrendszer jelenleg ismert hossza 261 méter, a függőleges kiterjedése a felfedező bejárathoz viszonyítva 24,1 méter, 3,6 méter magas és 20,5 méter mély. A fő csapásiránya 20–200°, néhány mellékágé 40–220°, és egy jelentős mellékfolyosóé (Bárányfelhők folyosója) 60–240°. A felfedező lejárat egy közel kör keresztmetszetű, 1,1 méter átmérővel függőlegesen induló feltörő örvénycsatorna. Ezen leereszkedve a barlang főágába jutunk, ahol markánsan látható a tektonikus preformáltság iránya. Innen a barlang mélypontja felé haladva változó méretű járatszelvényben jutunk el a tóig, melynek vízszintje a beszivárgó csapadék függvénye.

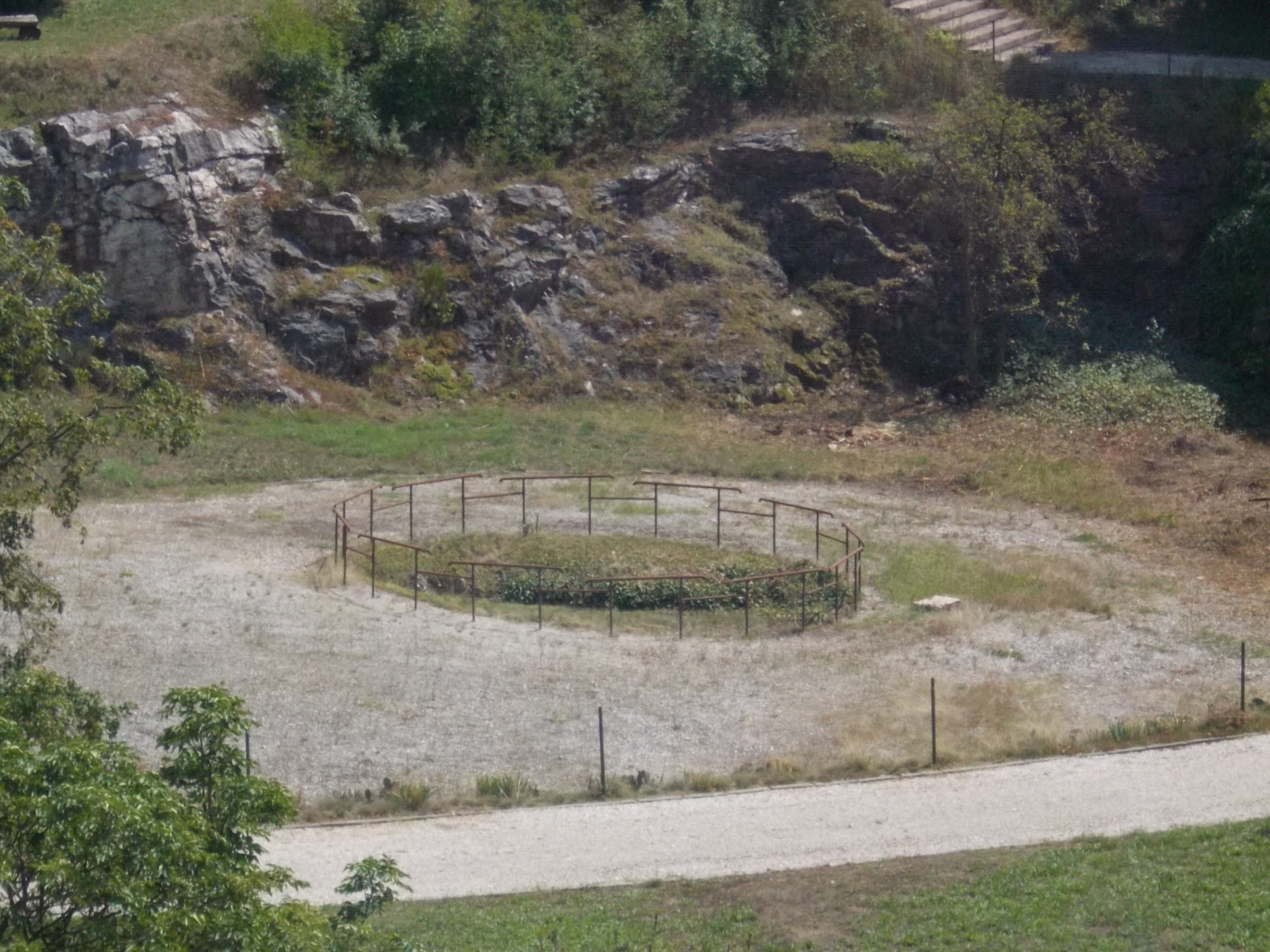
Kilátás a Megalodus-barlang alsó bejáratára

Esős időszakban néha az egész üregrendszer annyira feltöltődik, hogy a körülbelül 6–8 méter magas vízoszlop lehetetlenné teszi a barlang bejárását. Ennek az elszivárgási üteme elég lassú, hosszú hetekig is eltarthat. A tavas terem körülbelül 3×5 méteres, több irányú törésvonalak találkozási helye. Feltehetőleg itt áramlottak fel a barlangoldó vizek. Fontos elágazási pont is a tómeder, hiszen innen lehet feljutni a barlang felső szintjeire. Tovább haladva délkelet felé, ha a vízszint engedi, egy 1973-ban kibontott kürtőn újból a felszínre lehet jutni.
A felfedező lejárat kürtőjének alján az előbbivel ellentétes irányban elindulva a járatszelvény egyre tágasabbá és magasabbá válik, majd egy viszonylag hosszú folyosó található, ez a Főfolyosó vagy Megaloduszos-folyosó. 1975-ig itt volt a barlang végpontja, mert az irdatlan mennyiségű homokos-agyagos kitöltés egészen a főtéig felért. A barlang megtekintéséhez a Duna–Ipoly Nemzeti Park Igazgatóság engedélye szükséges.
Előfordul a barlang az irodalmában Kálvária-dombi-barlang (Kordos 1984), Megalódus-barlang (Regős 1977), Megalódusz-barlang (Takácsné, Juhász, Kraus 1989), Megalódusz Cave (Takácsné, Eszterhás, Juhász, Kraus 1989) és Tatai Kálváriadomb hasadékai (Bertalan 1976) neveken is. 1980-ban volt először Megalodus-barlangnak nevezve a barlang az irodalmában.

## Denevér-megfigyelések
| \| Dátum \| Rhin. hip. \| Myo. nat. \| Myo. dau. \| Myo. myo. \| Bar. bar. \| Indet sp. \| \| -------------------- \| ---------- \| --------- \| --------- \| --------- \| --------- \| --------- \| \| 1993. január 17. \| 1 \| – \| – \| – \| – \| 1 \| \| 2002. július 3. \| – \| – \| – \| – \| – \| – \| \| 2002. december 12. \| – \| – \| – \| – \| – \| – \| \| 2004. augusztus 18. \| 3 \| – \| – \| – \| – \| 2 \| \| 2004. szeptember 25. \| 4 \| – \| – \| – \| – \| 1 \| \| 2004. október 30. \| 5 \| – \| – \| – \| – \| – \| \| 2004. november 29. \| 6 \| – \| – \| – \| – \| – \| \| 2004. december 30. \| 4 \| 3 \| – \| – \| – \| – \| \| 2005. január 30. \| 6 \| 2 \| – \| – \| – \| – \| \| 2005. február 26. \| 6 \| 3 \| – \| – \| – \| – \| \| 2005. március 26. \| 4 \| 1 \| – \| – \| – \| – \| \| 2005. július 30. \| 4 \| – \| – \| – \| – \| – \| \| 2005. szeptember 25. \| 3 \| – \| – \| – \| – \| – \| \| 2005. október 31. \| 3 \| – \| – \| – \| – \| – \| \| 2005. december 4. \| 4 \| 1 \| – \| – \| – \| – \| \| 2005. december 30. \| 6 \| 1 \| – \| – \| – \| – \| \| 2006. január 29. \| 6 \| 2 \| – \| – \| – \| – \| \| 2006. február 28. \| 5 \| 1 \| – \| – \| – \| – \| \| 2006. március 28. \| 5 \| – \| – \| – \| – \| – \| \| 2006. április 30. \| 4 \| – \| – \| – \| – \| – \| \| 2006. május 26. \| – \| – \| – \| – \| – \| – \| \| 2006. június 25. \| – \| – \| – \| – \| – \| – \| \| 2006. július 30. \| – \| – \| – \| – \| – \| 1 \| \| 2006. augusztus 26. \| – \| – \| – \| – \| – \| – \| \| 2006. szeptember 29. \| 1 \| – \| – \| – \| – \| – \| \| 2006. október 28. \| 3 \| 1 \| – \| – \| – \| – \| \| 2006. november 24. \| 2 \| – \| – \| – \| – \| – \| \| 2006. december 28. \| 5 \| – \| – \| – \| – \| – \| \| 2009. február 15. \| 5 \| 2 \| – \| – \| – \| – \| \| 2009. május 31. \| – \| – \| – \| – \| – \| 1 \| \| 2009. szeptember 27. \| – \| – \| – \| – \| – \| – \| \| 2009. december 30. \| 6 \| – \| – \| – \| – \| – \| \| 2010. február 25. \| 5 \| – \| 1 \| – \| – \| – \| \| 2010. május 16. \| – \| – \| – \| – \| – \| – \| \| 2010. július 30. \| – \| – \| – \| – \| – \| – \| \| 2010. október 9. \| 2 \| – \| – \| – \| – \| – \| \| 2011. május 30. \| – \| – \| – \| – \| – \| – \| \| 2011. november 13. \| 9 \| – \| – \| – \| – \| – \| \| 2012. március 30. \| – \| – \| – \| – \| – \| – \| \| 2012. június 30. \| – \| – \| – \| – \| – \| – \| \| 2012. október 13. \| 3 \| – \| – \| – \| – \| – \| \| 2012. december 31. \| 2 \| – \| – \| 1 \| 2 \| – \| \| 2013. július 14. \| – \| – \| – \| – \| – \| – \| \| 2013. december 1. \| 2 \| – \| – \| 1 \| – \| – \| \| 2014. február 23. \| 4 \| – \| 1 \| – \| – \| – \| \| 2014. február 26. \| 2 \| – \| – \| – \| – \| – \| \| 2014. október 14. \| 3 \| – \| – \| – \| – \| – \| \| 2014. december 22. \| 5 \| – \| – \| – \| – \| – \| |            |           |           |           |           |           |
| Dátum | Rhin. hip. | Myo. nat. | Myo. dau. | Myo. myo. | Bar. bar. | Indet sp. |
| 1993. január 17. | 1          | –         | –         | –         | –         | 1         |
| 2002. július 3. | –          | –         | –         | –         | –         | –         |
| 2002. december 12. | –          | –         | –         | –         | –         | –         |
| 2004. augusztus 18. | 3          | –         | –         | –         | –         | 2         |
| 2004. szeptember 25. | 4          | –         | –         | –         | –         | 1         |
| 2004. október 30. | 5          | –         | –         | –         | –         | –         |
| 2004. november 29. | 6          | –         | –         | –         | –         | –         |
| 2004. december 30. | 4          | 3         | –         | –         | –         | –         |
| 2005. január 30. | 6          | 2         | –         | –         | –         | –         |
| 2005. február 26. | 6          | 3         | –         | –         | –         | –         |
| 2005. március 26. | 4          | 1         | –         | –         | –         | –         |
| 2005. július 30. | 4          | –         | –         | –         | –         | –         |
| 2005. szeptember 25. | 3          | –         | –         | –         | –         | –         |
| 2005. október 31. | 3          | –         | –         | –         | –         | –         |
| 2005. december 4. | 4          | 1         | –         | –         | –         | –         |
| 2005. december 30. | 6          | 1         | –         | –         | –         | –         |
| 2006. január 29. | 6          | 2         | –         | –         | –         | –         |
| 2006. február 28. | 5          | 1         | –         | –         | –         | –         |
| 2006. március 28. | 5          | –         | –         | –         | –         | –         |
| 2006. április 30. | 4          | –         | –         | –         | –         | –         |
| 2006. május 26. | –          | –         | –         | –         | –         | –         |
| 2006. június 25. | –          | –         | –         | –         | –         | –         |
| 2006. július 30. | –          | –         | –         | –         | –         | 1         |
| 2006. augusztus 26. | –          | –         | –         | –         | –         | –         |
| 2006. szeptember 29. | 1          | –         | –         | –         | –         | –         |
| 2006. október 28. | 3          | 1         | –         | –         | –         | –         |
| 2006. november 24. | 2          | –         | –         | –         | –         | –         |
| 2006. december 28. | 5          | –         | –         | –         | –         | –         |
| 2009. február 15. | 5          | 2         | –         | –         | –         | –         |
| 2009. május 31. | –          | –         | –         | –         | –         | 1         |
| 2009. szeptember 27. | –          | –         | –         | –         | –         | –         |
| 2009. december 30. | 6          | –         | –         | –         | –         | –         |
| 2010. február 25. | 5          | –         | 1         | –         | –         | –         |
| 2010. május 16. | –          | –         | –         | –         | –         | –         |
| 2010. július 30. | –          | –         | –         | –         | –         | –         |
| 2010. október 9. | 2          | –         | –         | –         | –         | –         |
| 2011. május 30. | –          | –         | –         | –         | –         | –         |
| 2011. november 13. | 9          | –         | –         | –         | –         | –         |
| 2012. március 30. | –          | –         | –         | –         | –         | –         |
| 2012. június 30. | –          | –         | –         | –         | –         | –         |
| 2012. október 13. | 3          | –         | –         | –         | –         | –         |
| 2012. december 31. | 2          | –         | –         | 1         | 2         | –         |
| 2013. július 14. | –          | –         | –         | –         | –         | –         |
| 2013. december 1. | 2          | –         | –         | 1         | –         | –         |
| 2014. február 23. | 4          | –         | 1         | –         | –         | –         |
| 2014. február 26. | 2          | –         | –         | –         | –         | –         |
| 2014. október 14. | 3          | –         | –         | –         | –         | –         |
| 2014. december 22. | 5          | –         | –         | –         | –         | –         |

## Kutatástörténet

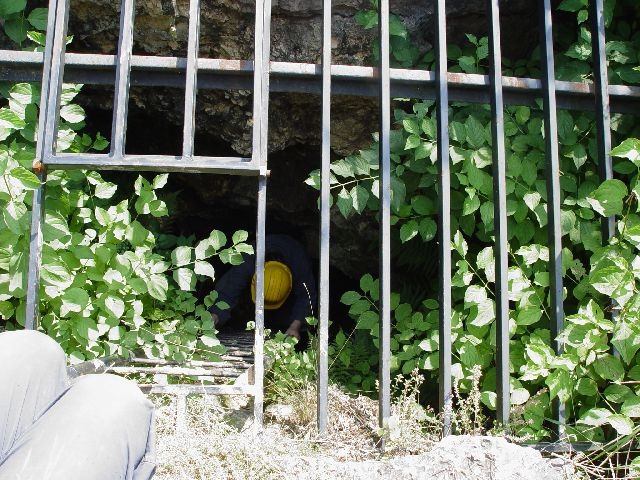
A Megalodus-barlang egyik bejárata

A barlang felfedezése kőbányászatnak köszönhető, mert eredeti, természetes bejáratnak nyomát sem lehetett találni. A bánya felső szintjein azonban már korábban is megfigyeltek különféle vízjáratokat, amelyek vastag kalcitkéreggel voltak bélelve. 1971-ben az újra elkezdett kőbányaművelés során, amikor a bányatalpat kezdték fejteni, egy robbantás után tárult fel az első, közel függőleges kürtő, amely eddig a sziklatömegben felül avenszerűen záródott. A barlang feltárása Vajna György vezetésével ekkor kezdődött és megszakítás nélkül közel kilenc évig tartott.
Az 1976-ban befejezett, Magyarország barlangleltára című kéziratban az olvasható, hogy a Gerecse hegységben, Tatán helyezkednek el a Tatai Kálváriadomb hasadékai. A Kálvária-dombon lévő tektonikus hasadékok édesvízi mészkőben jöttek létre. A kézirat üregekre vonatkozó része 2 irodalmi mű alapján lett írva. 1976-ban vált országos jelentőségű barlanggá a 4600-as (Gerecse hegység) barlangkataszteri területen lévő, tatabányai Megalodus-barlang. Az 1976-ban összeállított, országos jelentőségű barlangok listájában lévő barlangnevek pontosítása után, 1977. május 30-án összeállított, országos jelentőségű barlangok listáján rajta van a Gerecse hegységben, Tatán található barlang Megalodus-barlang néven.
Az 1980. évi Karszt és Barlang 1. félévi számában publikálva lett, hogy a kiemelt jelentőségű Megalodus-barlang a 4500-as barlangkataszteri területen (Vértes hegység, Velencei-hegység és előterük) helyezkedik el. A barlangnak 4530/1. a barlangkataszteri száma. Az MKBT Dokumentációs Bizottsága a helyszínen el fogja helyezni, a többi kiemelt jelentőségű barlanghoz hasonlóan, a barlang fémlapba ütött barlangkataszteri számát. A barlangkataszteri szám beütéséhez alapul szolgáló fémlap ugyanolyan lesz mint a többi kiemelt jelentőségű barlang fémlapja. 1982. július 1-től az Országos Környezet- és Természetvédelmi Hivatal elnökének 1/1982. (III. 15.) OKTH számú rendelkezése (1. §. és 3. §., illetve 5. sz. melléklet) értelmében a Gerecse hegységben lévő Megalodus-barlang fokozottan védett barlang. Az 1982. szeptember–októberi MKBT Műsorfüzetben meg van említve, hogy a Gerecse hegységben található Megalodus-barlang fokozottan védett barlang. A felsorolásban a barlangnevek az MKBT által jóváhagyott és használt helyesírás szerint, javított formában lettek közölve.

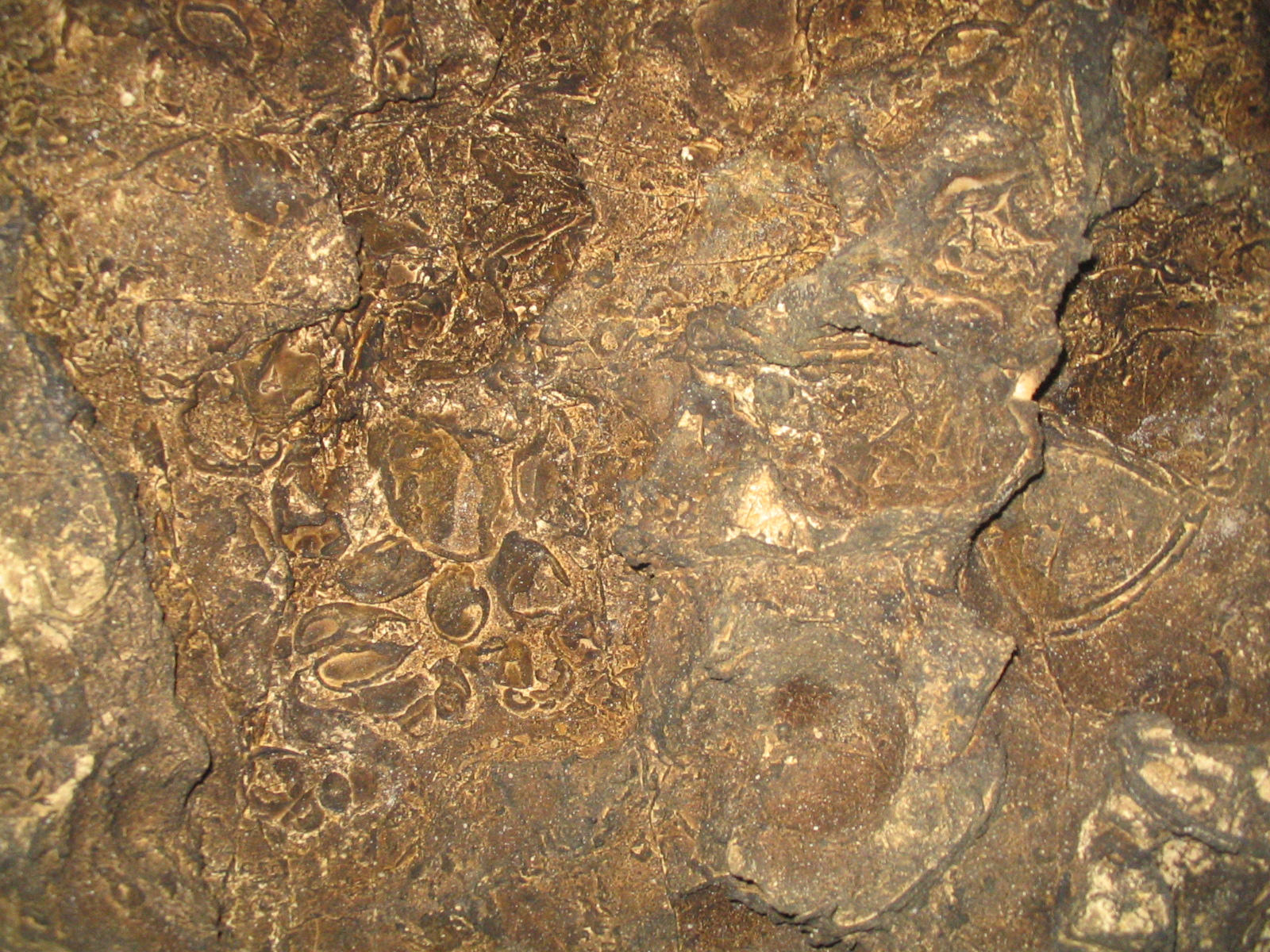
A Megaloduszos-ág falának részlete

Az 1984-ben megjelent, Magyarország barlangjai című könyv országos barlanglistájában szerepel a Gerecse hegység barlangjai között a barlang Megalodus-barlang (Kálvária-dombi-barlang) néven. A listához kapcsolódóan látható a Dunazug-hegység barlangjainak földrajzi elhelyezkedését bemutató 1:500 000-es méretarányú térképen a barlang földrajzi elhelyezkedése. Az 1987. december 31-i állapot alapján Magyarország 58. leghosszabb barlangja a 4530/1 barlangkataszteri számú, 280 m hosszú Megalodus-barlang. Az összeállítás szerint az 1977. évi Karszt és Barlangban közölt hosszúsági listában a barlang nincs benne.
Az 1988. évi Limesben, az Almády Zoltán által írt tanulmányban szó van arról, hogy a barlangokban lévő hidrotermális ásványok közül a Tatán lévő Megalodus-barlangban (1.3.5. ásványlelőhely) kalcit és barit fordul elő. 1971-ben, egy robbantás során, a Kálvária-dombon lévő, azóta felhagyott kőfejtőben fedezték fel a hévizes kialakulású barlangot. 1981-ben fejezte be az üregrendszer feltárását a tatai geológiai és barlangkutató szakcsoport. A 280 m hosszú, többszintes, labirintusos barlang legjellegzetesebb és legnagyobb mennyiségben előforduló ásványa a kalcit. Ez a barlang felső szintjeit kivéve majdnem mindenhol beborítja a barlang mészkőfalait. Ennek egyik alaptípusa az 5–25 cm vastagságú, három részre tagolható kéreg. A legbelső, szikla felé eső részen teljesen üde, csillogó a kalcit, a középső réteg pedig fényét vesztett, matt. Teljesen morzsalékos, rostos szilánkokra széteső a legkülső réteg, mely nagyon gyakran (limonit által) barnásra, sárgásra van színezve. Néhol, ahol ép maradt a kéreg felülete, nagyon szép, jellegzetes felület textura látszik.

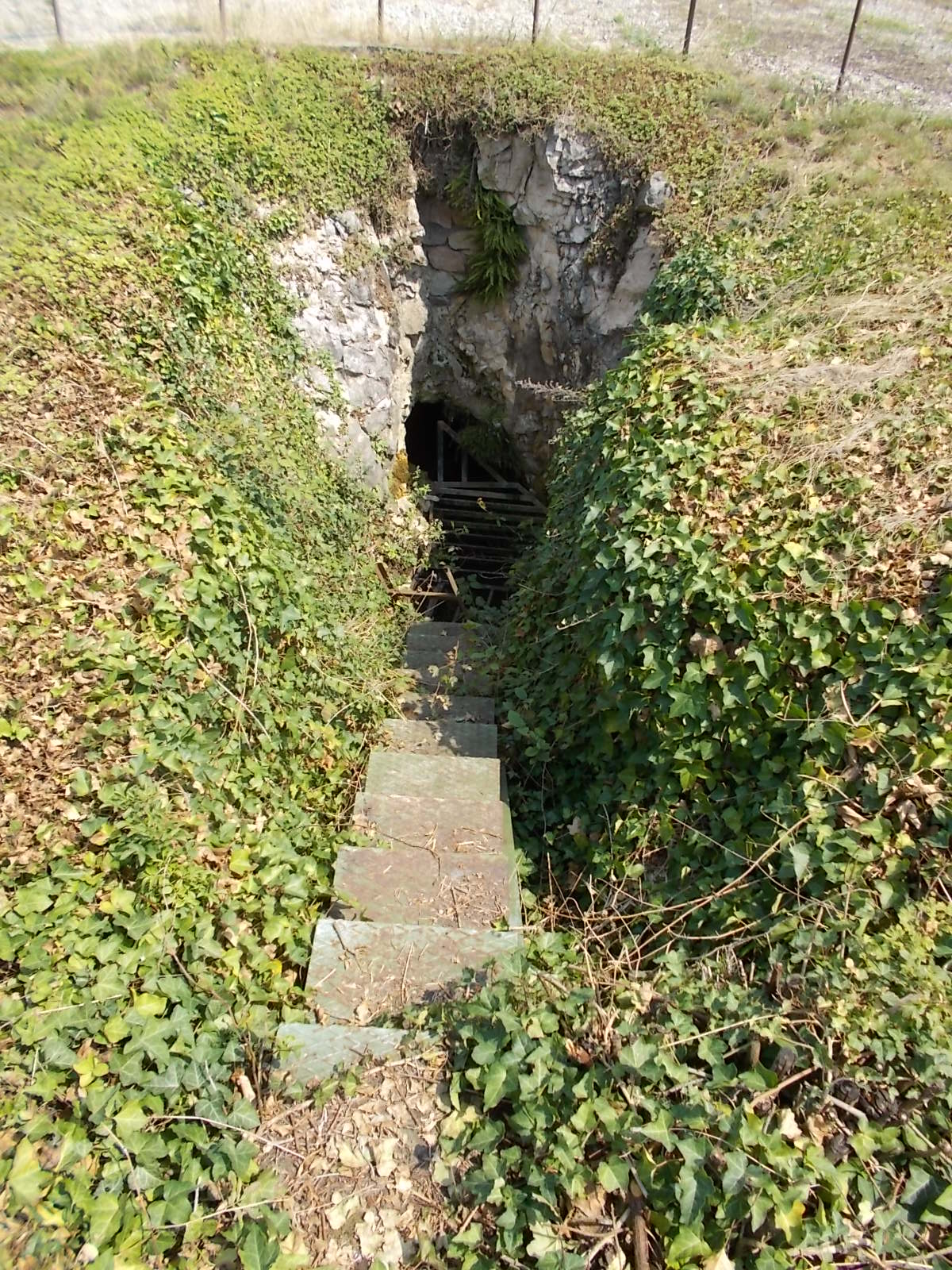
A Megalodus-barlang alsó (fő)bejárata

A kalcitkéreg érdekességét még tovább fokozza a benne gyakran előforduló kristályüreg, kalcitkaverna, mely néhány cm³-től ökölnyi, gyerekfejnyi nagyságig terjedő méretű. Az ezekben ragyogó kristályok fehérek, áttetszőek, szépen fejlett, torzult, romboéderes, lencsés alkatúak. Ritkán ezek felületét is bevonja egy leheletszerű, aranylóan csillanó barnássárga fátyol. A barlangi kristálykéreg másik változata majdnem vízszintes síkban kifejlődve, körülbelül derékban kettéosztott néhány folyosót és termet. Még jelenleg is sok helyen megfigyelhető ez az áthidalás. Ennek kialakulása úgy történt, hogy egy korábbi homokos-agyagos kitöltésre ez a kristályos kéreg rátelepült, majd később kimosta ezt a kitöltést az újból meginduló vízáramlás. A barlangfeltárás első éveiben feltűnt, hogy fehéres-kékes-sárgás barittáblák vannak a külszínre kihordott, homokos, agyagos, kalcittörmelékes pleisztocén barlangkitöltésben. Eredeti helyén, a barlang falain lévő kalcitkéreg felületén csak később lehetett megtalálni. Később előkerültek nagyon szép példányok. Táblás alkatúak, áttetszőek, egy részük pedig utólag korrodálódott. Elérte a 40 mm-t is a táblák élhossza.
A feltárás során találtak aprókristályos, sejtes szerkezetű kalcittömböket is. A bennük lévő üregek lapokkal és szabályos élekkel határoltak voltak. A vizsgálatok során kiderült, hogy ezek kristályok lenyomatai. Minden bizonnyal kristályok ágyazódtak be a törmelékes-kristályos mészanyagba, majd később kioldódtak. Ezért lettek benne a jellegzetes üregecskék. Sok helyen mélykék-feketés színű a barlang falait beborító, kristályos kalcitkéreg. Ez a néhány tizedmilliméteres réteg eleinte koromnyomnak tűnt, de később kiderült, hogy biogén eredetű mangán- és vasoxidokból áll. Ahol a hófehér kalcit kibukkan alóla, ott különleges szépségűvé teszi a barlang falát az éles színkontraszt. A kalcitkéreg formakincsei közé tartoznak a félgömbszerű kidomborodások, melyek 50 cm-re is kiemelkednek a falból sokszor. Több helyen lepotyog felső, limonit által gyakran barnásra színezett külső részük. Emiatt, a barlangban járóra olyan hatással vannak az ilyen folyosórészek és termek, mintha kővé vált napraforgóvirágok borítanák a falakat és a mennyezetet.
A Bartha-kútbarlang genetikai és ásványtani tekintetben majdnem ugyanolyan mint a Megalodus-barlang. A tanulmány 1. ábrája a Komárom megyei ásványlelőhelyek térképe. A térképen megfigyelhető a Megalodus-barlang (1.3.5.) földrajzi elhelyezkedése. A publikációban van két olyan fénykép, amelyek a barlang ásványait mutatják be. Az első fénykép (2. kép) a barlangi kalcitkéreg jellegzetes, hármas tagolódású felépítését szemlélteti. A bemutatott kalcitkéreg a Megalodus-barlangból származik. A második fényképen (4. kép) üreges kalcitkéreg látszik, mely a barlangból származik. A fényképeket Almády Zoltán készítette.

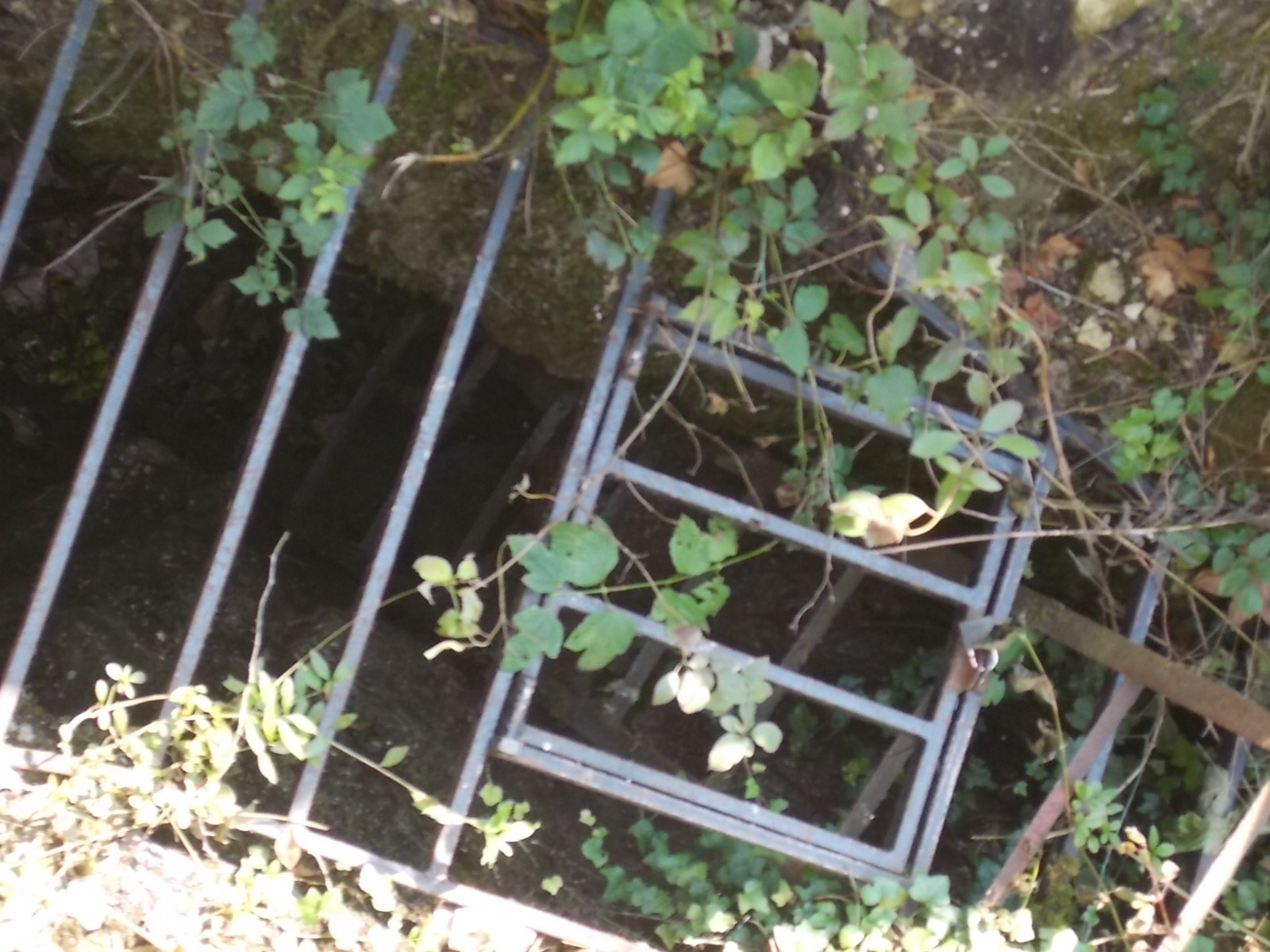
A Megalodus-barlang alsó (fő)bejárata

Az 1989. évi Karszt és Barlangban lévő, Magyarország barlangjai című összeállításban szó van arról, hogy a Gerecse hegység fő tömegétől elkülönülő, a Tata–Bicskei-árok fiatal üledékeiből sasbércszerűen kiemelkedő mezozoós rög, a tatai Kálvária-domb védett földtani területén van a Megalódusz-barlang bejárata. A 260 m hosszú és 23 m mély üregrendszer felső triász mészkőben jött létre. A barlang fő látványosságát a paplanszerű kalcitbevonatokon kívül a falakból gyönyörűen kipreparálódott és százszámra előforduló Megalodus kövületek jelentik. A publikációban lévő 1. ábrán (Magyarország térkép) be van mutatva a barlang földrajzi elhelyezkedése. A folyóirat 1989. évi különszámában napvilágot látott ennek az utóbbi tanulmánynak az angol nyelvű változata (The caves of Hungary). Ebben a tanulmányban Megalódusz Cave a barlang neve.
1990-ben a Megalodus Barlangkutató Csoportnak volt kutatási engedélye a barlang kutatásához. 1998. május 14-től a környezetvédelmi és területfejlesztési miniszter 13/1998. (V. 6.) KTM rendelete szerint a Duna–Ipoly Nemzeti Park Igazgatóság illetékességi területén, a Gerecse hegységben található Megalodus-barlang az igazgatóság engedélyével látogatható. 2001. május 17-től a környezetvédelmi miniszter 13/2001. (V. 9.) KöM rendeletének értelmében a Gerecse hegység területén lévő Megalodus-barlang fokozottan védett barlang. Egyidejűleg a fokozottan védett barlangok körének megállapításáról szóló 1/1982. (III. 15.) OKTH rendelkezés hatályát veszti.
A 2003-ban megjelent, Magyarország fokozottan védett barlangjai című könyvben lévő barlangismertetés szerint 280 m hosszú, 23 m függőleges kiterjedésű, 7 m magas, 16 m mély és 90 m vízszintes kiterjedésű. A könyvben található, Egri Csaba és Nyerges Attila által készített hosszúsági lista szerint a Gerecse hegységben lévő és 4630-81 barlangkataszteri számú Megalodus-barlang Magyarország 80. leghosszabb barlangja 2002-ben. A 2002-ben 280 m hosszú barlang 1987-ben is 280 m hosszú volt. 2005. szeptember 1-től a környezetvédelmi és vízügyi miniszter 22/2005. (VIII. 31.) KvVM rendelete szerint a Duna–Ipoly Nemzeti Park Igazgatóság működési területén, a Gerecse hegységben található Megalodus-barlang a felügyelőség engedélyével látogatható. 2005. szeptember 1-től a környezetvédelmi és vízügyi miniszter 23/2005. (VIII. 31.) KvVM rendelete szerint a Gerecse hegységben lévő Megalodus-barlang fokozottan védett barlang.

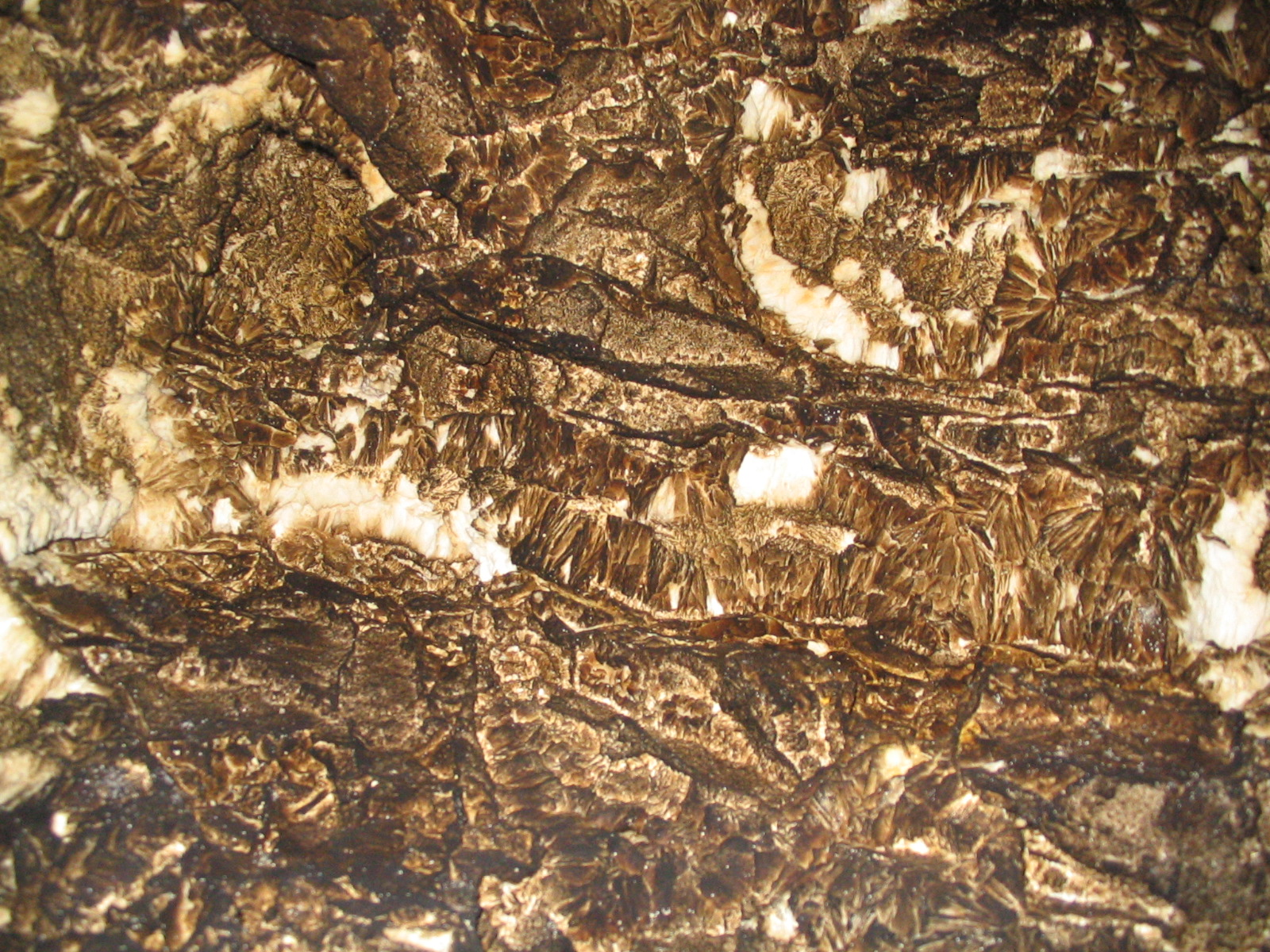
A Megalodus-barlang falának egyik része

A 2005-ben napvilágot látott, Magyar hegyisport és turista enciklopédia című kiadványban önálló szócikke van a barlangnak. A szócikk szerint a Megalodus-barlang Tata belterületén lévő fokozottan védett természeti érték. A Kálvária-domb ősidőktől fejtett régi kőbányájában, 150 m tszf. magasságban, három kürtővel nyílik a felszínre a barlang. Vajna György által vezetve 1971 és 1975 között lett feltárva. 280 m hosszú és 23 m függőleges kiterjedésű a triász és jura mészkőben, tektonikus hasadék mentén hévizek által kioldott üregrendszer. Változó vízszintű tó van mélypontján. A tó vízszintje csapadékos időben 6–8 m-t emelkedik és ez meggátolja a barlang bejárását. Nevét a tömegesen előforduló, reliefszerűen kipreparálódott, gyermekfej nagyságú Megalodus kagyló kövületek miatt kapta. A járatok tekintélyes részét 10–30 cm vastag kalcitpaplan (CaCO3) fedi, amely felhőre emlékeztető formát képez a mennyezeten. Jellegzetes és ritka képződményei a szintén kalcit alapanyagú kővirágok, kalcithidak és sugárkalcitok. Engedéllyel és barlangjáró gyakorlattal tekinthető meg a földtani értékei miatt természetvédelmi területté nyilvánított, zárt térségben nyíló barlang.
A Juhász Márton által írt, 2007-ben publikált tanulmányban az van írva, hogy a Tatán (Komárom-Esztergom megye) lévő Megalodus-barlang másik neve Kálvária-dombi-barlang. A barlang közhiteles barlangnyilvántartási száma 4630-81, UTM-kódja BT98D4. Az ásványtani és őslénytani értékei, valamint formakincse miatt fokozottan védett barlang 280 m hosszú, 23 m függőleges kiterjedésű, 7 m magas és 16 m mély. A barlangban a Gerecse Barlangkutató és Természetvédő Egyesület 1993-ban egy téli, majd 2004 és 2006 között 8 téli, 7 tavaszi, 7 nyári és 9 őszi (összesen 32) denevér-megfigyelést végzett, amelyek közül 8 téli, 3 tavaszi, 3 nyári és 9 őszi (összesen 23) volt eredményes. A 2004–2006 közötti ellenőrzések havonta történtek.
| Dátum                | Rhin. hip. | Myo. nat. | Indet sp. |
| -------------------- | ---------- | --------- | --------- |
| 1993. január 17.     | 1          | –         | 1         |
| 2004. augusztus 18.  | 3          | –         | 2         |
| 2004. szeptember 25. | 4          | –         | 1         |
| 2004. október 30.    | 5          | –         | –         |
| 2004. november 29.   | 6          | –         | –         |
| 2004. december 30.   | 4          | 3         | –         |
| 2005. január 30.     | 6          | 2         | –         |
| 2005. február 26.    | 6          | 3         | –         |
| 2005. március 26.    | 4          | 1         | –         |
| 2005. július 30.     | 4          | –         | –         |
| 2005. szeptember 25. | 3          | –         | –         |
| 2005. október 31.    | 3          | –         | –         |
| 2005. december 4.    | 4          | 1         | –         |
| 2005. december 30.   | 6          | 1         | –         |
| 2006. január 29.     | 6          | 2         | –         |
| 2006. február 28.    | 5          | 1         | –         |
| 2006. március 28.    | 5          | –         | –         |
| 2006. április 30.    | 4          | –         | –         |
| 2006. július 30.     | –          | –         | 1         |
| 2006. szeptember 29. | 1          | –         | –         |
| 2006. október 28.    | 3          | 1         | –         |
| 2006. november 24.   | 2          | –         | –         |
| 2006. december 28.   | 5          | –         | –         |

2007. március 8-tól a környezetvédelmi és vízügyi miniszter 3/2007. (I. 22.) KvVM rendelete szerint a Duna–Ipoly Nemzeti Park Igazgatóság működési területén lévő Gerecse hegységben elhelyezkedő Megalodus-barlang az igazgatóság engedélyével tekinthető meg. 2008-ban a Gerecse Barlangkutató és Természetvédő Egyesület bevonta az egyesület által végzett, makroszkópikus gerinctelen faunisztikai kutatásba a Megalodus-barlangot (Tata, barlangkataszteri szám: 4630-81). Az egyesület 2009. évi jelentése szerint 2009. február 15-én 5 kis patkósdenevért, 2 horgasszőrű denevért, 2009. május 31-én 1 (meghatározatlan fajú) denevért, 2009. december 30-án pedig 6 kis patkósdenevért figyelt meg az egyesület a barlangban. (A 2009. szeptember 27-i barlangbejáráskor nem volt a barlangban denevér.) A kéziratban van egy olyan ábra (2. ábra, a vizsgált barlangokból gyűjtött összes állat egyedszám alapján történő eloszlása barlangonként), melyen látszik, hogy a Megalodus-barlangból a vizsgált barlangokból gyűjtött, makroszkópikus gerinctelen egyedek számának 2 %-a került elő.
| \| Taxon/barlang \| Pisznice-barlang \| Nyári-barlang \| Pisznicei Alsó-barlang \| Lengyel-barlang \| Vértes László-barlang \| Pisznicei-zsomboly \| Bajnai Öreg-lyuk \| Lengyel-szakadék \| Veres-hegyi-barlang \| Megalodus-barlang \| Összesen \| \| ------------------------------------------------------- \| ---------------- \| ------------- \| ---------------------- \| --------------- \| --------------------- \| ------------------ \| ---------------- \| ---------------- \| ------------------- \| ----------------- \| -------- \| \| Oxychilus glaber (Mollusca) \| 8 \| 4 \| 5 \| 0 \| 0 \| 3 \| 0 \| 0 \| 1 \| 1 \| 22 \| \| Limax sp. (Mollusca) \| 0 \| 1 \| 5 \| 3 \| 20 \| 10 \| 0 \| 0 \| 0 \| 0 \| 39 \| \| Oligochaeta indet. (Annelida, Clitellata) \| 0 \| 0 \| 0 \| 1 \| 1 \| 0 \| 0 \| 0 \| 0 \| 0 \| 2 \| \| Oniscus asellus (Crustacea) \| 0 \| 0 \| 0 \| 0 \| 0 \| 2 \| 0 \| 0 \| 1 \| 1 \| 4 \| \| Lythobius sp. (Myriapoda) \| 1 \| 0 \| 0 \| 0 \| 1 \| 0 \| 0 \| 0 \| 0 \| 0 \| 2 \| \| Glomeris hexasticha (Myriapoda) \| 2 \| 0 \| 0 \| 3 \| 0 \| 5 \| 0 \| 2 \| 0 \| 0 \| 12 \| \| Trachisphaera costata (Myriapoda) \| 0 \| 0 \| 0 \| 1 \| 0 \| 0 \| 0 \| 0 \| 0 \| 0 \| 1 \| \| Diplopoda indet. \| 0 \| 5 \| 4 \| 1 \| 1 \| 0 \| 0 \| 3 \| 0 \| 1 \| 15 \| \| Polydesmus sp. (Diplopoda) \| 0 \| 0 \| 0 \| 3 \| 0 \| 2 \| 0 \| 0 \| 0 \| 0 \| 5 \| \| Collembola indet. (Parainsecta cl.) \| 42 \| 0 \| 0 \| 31 \| 39 \| 10 \| 1 \| 3 \| 8 \| 0 \| 134 \| \| Dermoptera (Insecta cl.) \| 0 \| 0 \| 0 \| 0 \| 0 \| 1 \| 0 \| 0 \| 0 \| 0 \| 1 \| \| Phryganea grandis (Insecta, Trichoptera) \| 2 \| 0 \| 5 \| 0 \| 1 \| 1 \| 0 \| 1 \| 0 \| 0 \| 10 \| \| Triphosa dubiata (Insecta, Lepidoptera) \| 181 \| 200 \| 0 \| 0 \| 10 \| 8 \| 10 \| 5 \| 0 \| 0 \| 414 \| \| Scoliopterix libatrix (Insecta, Lepidoptera) \| 170 \| 200 \| 0 \| 0 \| 10 \| 0 \| 0 \| 7 \| 0 \| 0 \| 387 \| \| Culicidae indet. (Insecta, Diptera) \| 7 \| 14 \| 8 \| 21 \| 11 \| 12 \| 20 \| 0 \| 1 \| 2 \| 96 \| \| Brachicera indet. (Insecta, Diptera) \| 9 \| 2 \| 5 \| 2 \| 1 \| 0 \| 1 \| 2 \| 4 \| 2 \| 28 \| \| Protichneumon pisorius (Insecta, Hymenoptera) \| 7 \| 0 \| 5 \| 0 \| 0 \| 1 \| 20 \| 0 \| 2 \| 0 \| 35 \| \| Carabus coriaceus (Insecta, Coleoptera) \| 0 \| 0 \| 6 \| 0 \| 0 \| 8 \| 0 \| 0 \| 0 \| 0 \| 14 \| \| Carabus nemoralis (Insecta, Coleoptera) \| 0 \| 0 \| 0 \| 0 \| 0 \| 0 \| 0 \| 1 \| 0 \| 0 \| 1 \| \| Brachinus sp. (Insecta, Coleoptera) \| 0 \| 0 \| 0 \| 0 \| 0 \| 1 \| 0 \| 0 \| 2 \| 0 \| 3 \| \| Chlaenius spoliatus (Insecta, Coleoptera) \| 0 \| 0 \| 9 \| 0 \| 1 \| 0 \| 0 \| 5 \| 0 \| 0 \| 15 \| \| Hidrous sp. (Insecta, Coleoptera) \| 0 \| 0 \| 0 \| 1 \| 0 \| 0 \| 0 \| 0 \| 0 \| 0 \| 1 \| \| Staphilinidae indet. (Insecta, Coleoptera) \| 4 \| 0 \| 0 \| 0 \| 1 \| 0 \| 0 \| 2 \| 1 \| 0 \| 8 \| \| Coleoptera indet. (Insecta) \| 3 \| 0 \| 0 \| 0 \| 0 \| 0 \| 0 \| 0 \| 0 \| 0 \| 3 \| \| Pseudoscorpiones indet. (Chelicerata sph. Arachnida) \| 0 \| 0 \| 0 \| 0 \| 0 \| 0 \| 0 \| 0 \| 0 \| 2 \| 2 \| \| Opiliones indet. (Chelicerata sph. Arachnida) \| 1 \| 0 \| 0 \| 0 \| 0 \| 0 \| 0 \| 0 \| 0 \| 0 \| 1 \| \| Acari indet. (Chelicerata sph. Arachnida) \| 7 \| 0 \| 1 \| 4 \| 2 \| 0 \| 0 \| 0 \| 0 \| 0 \| 14 \| \| Ixodes sp. (Chelicerata sph. Arachnida Acari) \| 1 \| 0 \| 0 \| 0 \| 0 \| 0 \| 1 \| 0 \| 1 \| 0 \| 3 \| \| Meta menardi (Chelicerata sph. Arachnida, Araneae scl.) \| 60 \| 21 \| 180 \| 44 \| 10 \| 15 \| 0 \| 21 \| 5 \| 15 \| 371 \| \| Araneae indet. (Chelicerata sph. Arachnida) \| 6 \| 1 \| 0 \| 0 \| 0 \| 1 \| 2 \| 1 \| 1 \| 1 \| 13 \| \| Barlangonkénti egyedszám összesen \| 511 \| 448 \| 233 \| 115 \| 109 \| 80 \| 55 \| 53 \| 27 \| 25 \| 1656 \| |                  |               |                        |                 |                       |                    |                  |                  |                     |                   |          |
| Taxon/barlang | Pisznice-barlang | Nyári-barlang | Pisznicei Alsó-barlang | Lengyel-barlang | Vértes László-barlang | Pisznicei-zsomboly | Bajnai Öreg-lyuk | Lengyel-szakadék | Veres-hegyi-barlang | Megalodus-barlang | Összesen |
| Oxychilus glaber (Mollusca) | 8                | 4             | 5                      | 0               | 0                     | 3                  | 0                | 0                | 1                   | 1                 | 22       |
| Limax sp. (Mollusca) | 0                | 1             | 5                      | 3               | 20                    | 10                 | 0                | 0                | 0                   | 0                 | 39       |
| Oligochaeta indet. (Annelida, Clitellata) | 0                | 0             | 0                      | 1               | 1                     | 0                  | 0                | 0                | 0                   | 0                 | 2        |
| Oniscus asellus (Crustacea) | 0                | 0             | 0                      | 0               | 0                     | 2                  | 0                | 0                | 1                   | 1                 | 4        |
| Lythobius sp. (Myriapoda) | 1                | 0             | 0                      | 0               | 1                     | 0                  | 0                | 0                | 0                   | 0                 | 2        |
| Glomeris hexasticha (Myriapoda) | 2                | 0             | 0                      | 3               | 0                     | 5                  | 0                | 2                | 0                   | 0                 | 12       |
| Trachisphaera costata (Myriapoda) | 0                | 0             | 0                      | 1               | 0                     | 0                  | 0                | 0                | 0                   | 0                 | 1        |
| Diplopoda indet. | 0                | 5             | 4                      | 1               | 1                     | 0                  | 0                | 3                | 0                   | 1                 | 15       |
| Polydesmus sp. (Diplopoda) | 0                | 0             | 0                      | 3               | 0                     | 2                  | 0                | 0                | 0                   | 0                 | 5        |
| Collembola indet. (Parainsecta cl.) | 42               | 0             | 0                      | 31              | 39                    | 10                 | 1                | 3                | 8                   | 0                 | 134      |
| Dermoptera (Insecta cl.) | 0                | 0             | 0                      | 0               | 0                     | 1                  | 0                | 0                | 0                   | 0                 | 1        |
| Phryganea grandis (Insecta, Trichoptera) | 2                | 0             | 5                      | 0               | 1                     | 1                  | 0                | 1                | 0                   | 0                 | 10       |
| Triphosa dubiata (Insecta, Lepidoptera) | 181              | 200           | 0                      | 0               | 10                    | 8                  | 10               | 5                | 0                   | 0                 | 414      |
| Scoliopterix libatrix (Insecta, Lepidoptera) | 170              | 200           | 0                      | 0               | 10                    | 0                  | 0                | 7                | 0                   | 0                 | 387      |
| Culicidae indet. (Insecta, Diptera) | 7                | 14            | 8                      | 21              | 11                    | 12                 | 20               | 0                | 1                   | 2                 | 96       |
| Brachicera indet. (Insecta, Diptera) | 9                | 2             | 5                      | 2               | 1                     | 0                  | 1                | 2                | 4                   | 2                 | 28       |
| Protichneumon pisorius (Insecta, Hymenoptera) | 7                | 0             | 5                      | 0               | 0                     | 1                  | 20               | 0                | 2                   | 0                 | 35       |
| Carabus coriaceus (Insecta, Coleoptera) | 0                | 0             | 6                      | 0               | 0                     | 8                  | 0                | 0                | 0                   | 0                 | 14       |
| Carabus nemoralis (Insecta, Coleoptera) | 0                | 0             | 0                      | 0               | 0                     | 0                  | 0                | 1                | 0                   | 0                 | 1        |
| Brachinus sp. (Insecta, Coleoptera) | 0                | 0             | 0                      | 0               | 0                     | 1                  | 0                | 0                | 2                   | 0                 | 3        |
| Chlaenius spoliatus (Insecta, Coleoptera) | 0                | 0             | 9                      | 0               | 1                     | 0                  | 0                | 5                | 0                   | 0                 | 15       |
| Hidrous sp. (Insecta, Coleoptera) | 0                | 0             | 0                      | 1               | 0                     | 0                  | 0                | 0                | 0                   | 0                 | 1        |
| Staphilinidae indet. (Insecta, Coleoptera) | 4                | 0             | 0                      | 0               | 1                     | 0                  | 0                | 2                | 1                   | 0                 | 8        |
| Coleoptera indet. (Insecta) | 3                | 0             | 0                      | 0               | 0                     | 0                  | 0                | 0                | 0                   | 0                 | 3        |
| Pseudoscorpiones indet. (Chelicerata sph. Arachnida) | 0                | 0             | 0                      | 0               | 0                     | 0                  | 0                | 0                | 0                   | 2                 | 2        |
| Opiliones indet. (Chelicerata sph. Arachnida) | 1                | 0             | 0                      | 0               | 0                     | 0                  | 0                | 0                | 0                   | 0                 | 1        |
| Acari indet. (Chelicerata sph. Arachnida) | 7                | 0             | 1                      | 4               | 2                     | 0                  | 0                | 0                | 0                   | 0                 | 14       |
| Ixodes sp. (Chelicerata sph. Arachnida Acari) | 1                | 0             | 0                      | 0               | 0                     | 0                  | 1                | 0                | 1                   | 0                 | 3        |
| Meta menardi (Chelicerata sph. Arachnida, Araneae scl.) | 60               | 21            | 180                    | 44              | 10                    | 15                 | 0                | 21               | 5                   | 15                | 371      |
| Araneae indet. (Chelicerata sph. Arachnida) | 6                | 1             | 0                      | 0               | 0                     | 1                  | 2                | 1                | 1                   | 1                 | 13       |
| Barlangonkénti egyedszám összesen | 511              | 448           | 233                    | 115             | 109                   | 80                 | 55               | 53               | 27                  | 25                | 1656     |

2013. július 19-től a vidékfejlesztési miniszter 58/2013. (VII. 11.) VM rendelete szerint a Megalodus-barlang (Gerecse hegység, Duna–Ipoly Nemzeti Park Igazgatóság működési területe) az igazgatóság hozzájárulásával látogatható. 2015. november 3-tól a földművelésügyi miniszter 66/2015. (X. 26.) FM rendelete szerint a Megalodus-barlang (Gerecse hegység) fokozottan védett barlang. 2021. május 10-től az agrárminiszter 17/2021. (IV. 9.) AM rendelete szerint a Megalodus-barlang (Gerecse hegység, Duna–Ipoly Nemzeti Park Igazgatóság működési területe) az igazgatóság engedélyével látogatható. A 13/1998. (V. 6.) KTM rendelet egyidejűleg hatályát veszti.